# Partnership for New York City
Partnership for New York City (Партнерство за город Нью-Йорк) — американская некоммерческая организация, состоящая из крупнейших бизнесменов города. Миссия организации — вовлечь бизнес-сообщество в развитие экономики Нью-Йорка и сохранить позиции города в качестве центра мировой торговли, финансов и инвестиций. Для исполнения своей миссии партнерство имеет свой инвестиционный фонд (The New York City Investment Fund), который привлек свыше $110 миллионов и осуществил инвестиций в более 100 коммерческих и некоммерческих проектов, которые продвигают местную экономику. В настоящее время фонд реализует создание коммерческого биотехнологического кластера в Нью-Йорке.
Президент и генеральный директор фонда — Кэти Уайлд (Kathy Wylde). Среди членов совета директоров фонда девять миллиардеров, включая Руперта Мёрдока.

## Внешние ссылки
- Partnership for New York City Официальный веб-сайт